# Aníbal Tarabini
Aníbal Roberto Tarabini (La Plata, Argentina, 4 de agosto de 1941 - Berazategui, Argentina, 21 de abril de 1997) fue un futbolista argentino. Jugaba de delantero y su primer club fue Estudiantes de La Plata. Jugó para la selección argentina y fue parte del equipo en la Copa Mundial de fútbol de 1966. A nivel de clubes, ganó dos campeonatos de liga con Independiente en 1967 y 1970. Era conocido como el "Conejo" Tarabini.

## Biografía
Tarabini hizo su debut en 1960 para Estudiantes de La Plata, hasta que en 1961 se unió al equipo de Temperley de Segunda División, en donde jugó hasta 1965.
En 1966 se unió a Independiente donde se dice que jugó su mejor fútbol y fue parte del equipo que ganó el Nacional 1967 y el Metropolitano 1970.
En 1971 Tarabini se unió a Boca Juniors, donde jugó un total de 22 partidos en todas las competiciones para el club, marcando 3 goles. Luego se trasladó a México, donde jugó para el desaparecido Club Torreón (cuyos integrantes eran apodados como los "Diablos Blancos") hasta 1973, en donde formaría la delantera con Enzo Genonni y Jose "Caica" Zamora
El último club de Tarabini fue el Association Sportive de Mónaco de Francia, donde se retiró en 1974.

### Últimos años
Después de su retiro como jugador, Tarabini se convirtió en el ayudante de campo de José Omar Pastoriza. El 21 de abril de 1997 murió en un accidente de tránsito en Berazategui, Gran Buenos Aires. Se encuentra enterrado en el Cementerio de La Plata.

### Familia
Su hija Patricia era una tenista profesional que ganó una medalla de bronce en los Juegos Olímpicos de Atenas 2004, Grecia.

## Títulos
| Temporada                 | Club          | Título                      |
| ------------------------- | ------------- | --------------------------- |
| 1967 Torneo Nacional      | Independiente | Primera División            |
| 1970 Torneo Metropolitano | Independiente | Primera División            |
| 1974 Copa de Francia      | Monaco        | Copa de Francia (finalista) |

## Clubes
- Estudiantes de La Plata (Argentina) (1960-1961)
- Club Atlético Temperley (Argentina) (1962-1965)
- Independiente (Argentina) (1966-1970)
- Boca Juniors (Argentina) (1971)
- Club de Fútbol Torreón (México) (1971-1973)
- Association Sportive de Mónaco Football Club (Francia) (1973-1974)